# Дадашева, Милана Камилхановна
Мила́на Камилха́новна Дада́шева (20 февраля 1995, Избербаш, Дагестан, Россия) — российская спортсменка, борец вольного стиля. Бронзовый призёр чемпионата Европы 2018, 2020 и 2024 годов. Чемпионка России по борьбе (2016). Мастер спорта России международного класса. Выступает в весовой категории до 48 кг.

## Биография
Родилась 20 февраля 1995 в Избербаше (Дагестан, Россия). По другим данным в с. Утамыш Каякентского района. По национальности — кумычка. Спортивную карьеру начинала с дзюдо. В 2010 году ей и её подругам по секции дзюдо предложили выступить на городском турнире по борьбе. Милана заняла первое место, после чего решила сменить кимоно на борцовское трико. Тренируется под руководством заслуженного тренера России Касума Насрудинова. Училась в двух вузах — Дагестанском институте народного хозяйства и физкультурном факультете ДГУ.
Тренировалась под руководством наставника махачкалинской ДЮСШ им. А. Алиева, заслуженного тренера России Касума Насрудинова. С 2014 года с ней также работает Светлана Грачёва.

## Спортивная карьера
В феврале 2012 года завоевала серебряную медаль на престижном турнире в Швеции Klippan Lady Open. В начале апреля завоевала бронзовую медаль первенства страны среди кадеток в Оренбурге. В конце апреля дебютировала на первенстве России среди юниорок и завоевала золотую медаль. По итогам первенства Милана Дадашева была включена в молодежную сборную страны. В конце мая Дадашева первенствовала на традиционном турнире среди юниоров в Анкаре. В конце июня стала бронзовым призёром первенства континента в Загребе.
В конце мая 2013 года Милана Дадашева победила на традиционном международном турнире по трём стилям борьбы среди юниоров в честь П. Сиракова и И. Илиева, который прошёл в курортном городе Варна (Болгария). В конце апреля Дадашева стала победительницей первенства страны в Перми. В мае на турнире серии Гран-при в Дормагене (Германия) Милана Дадашева завоевала бронзовую медаль, победив в поединке за третье место соотечественницу Екатерину Полищук. В июле на молодёжных соревнованиях по борьбе в Скопье Дадашева заняла седьмое место, проиграв во втором круге немке Катрин Хенке.
В конце 2013 года получила травму (частичный разрыв задних крестообразных связок), в результате чего была вынуждена пропустить соревнования по борьбе. В августе 2014 года дагестанская спортсменка стала третьим призёром юниорского первенства мира, уступив в четвертьфинале японке Ю Миахара.
В июне 2015 года на проходящем в Стамбуле юниорском первенстве Европы Милана Дадашева завоевала золотую медаль. В августе на юниорском первенстве мира в Сальвадоре (Бразилия) спортсменка второй раз подряд стала бронзовым призёром.
В феврале 2016 года Дадашева заняла третье место на взрослом Гран-при в Париже. В марте на соревнованиях в болгарском городе Русе Милана Дадашева заняла третье место на первенстве Европы (до 23 лет). В малом финале россиянка со счетом 4:2 превзошла победительницу юниорского первенства Европы-2014 Виолетту Чирик. В июне Дадашева стала чемпионкой России, положив во всех 4 поединках своих соперниц на лопатки. Её соперницами были экс-чемпионка России Елена Вострикова, победительница молодежного первенства страны Светлана Ефимова, призёр Евроигр Валентина Исламова и чемпионка Европы-2013 Валерия Чепсаракова. По результатам чемпионата России Дадашева стала главным кандидатом на поездку Олимпийские игры 2016 года в Рио-де-Жанейро. В июле Дадашева была включена в олимпийскую сборную России для принятия участия в Олимпиаде в Рио-де-Жанейро. На играх в Рио, выступавшая в весовой категории до 48 кг Дадашева в квалификационном раунде одолела кореянку Ким Ён Джоон, и уступила в 1/8 финала Елице Янковой из Болгарии со счетом 4:9.
В январе 2017 года на международном турнире по вольной и женской борьбе — Гран-при «Иван Ярыгин» в Красноярске Дадашева заняла третье место.
На чемпионате Европы в Каспийске в весовой категории до 50 кг Милана завоевала бронзовую медаль.
В феврале 2020 года на чемпионате континента в итальянской столице, в весовой категории до 50 кг Милана в схватке за бронзовую медаль поборола спортсменку из Турции Эвину Демирхан и завоевала вторую бронзовую медаль чемпионатов Европы.
15 февраля 2024 на чемпионате Европы в Бухаресте, в схватке за 3 место одолела украинку Оксану Ливач, стала бронзовым призёром.

## Достижения
- Первенство России среди кадеток (2011) — ,
- Klippan Lady Open (Клиппан, 2012) — ,
- Первенство России среди кадеток (Оренбург, 2012) — ,
- Первенство России среди юниорок (Пермь, 2012) — ,
- Первенство среди юниорок (Анкара, 2012) — ,
- Первенство Европы среди юниорок (Загреб, 2012) — ,
- Турнир памяти П. Сиракова и И. Илиева среди юниорок (Варна, 2013) — ,
- Первенство России среди юниорок (Пермь, 2013) — ,
- Турнир серии Гран-при (Дормаген, 2013) — ,
- Первенство среди юниорок (Скопье, 2013) — 7,
- Первенство мира среди юниорок (Загреб, 2014) — ,
- Первенство России среди юниорок (2015) — ,
- Первенство Европы среди юниорок (Стамбул, 2015) — ,
- Первенство мира среди юниорок (Сальвадор, 2015) — ,
- Турнир серии Гран-при (Париж, 2016) — ,
- Первенство Европы среди молодёжи до 23 лет (Рус, 2016) — ,
- Чемпионат России по женской борьбе 2016 — ,
- Чемпионат Европы по борьбе 2018 — ,
- Летние Всемирные военные игры 2019 —
- Чемпионат России по женской борьбе 2022 — ,
- Чемпионат Европы по борьбе 2024 — ,